# Фарнборо (Лондон)
Фарнборо (англ. Farnborough) — село в південно-східній частині Великого Лондона, Англія, а до 1965 року — в історичному графстві Кент. Входить до складу боро Бромлі. Розташоване на південь від Локсботтома, на захід від Грін-Стріт-Грін, на північ від Дауна та Гейзелвуда та на схід від Кестона, в центрі 13,4 миль (21,6 км) на південний схід від Чарінг-кросс.
Назва села походить від Fearnbiorginga, що означає село серед папоротей на пагорбі.